# Rainer Lächele
Rainer Lächele (* 1961) ist ein deutscher Historiker.

## Leben
Von 1982 bis 1989 studierte er Geschichtswissenschaften, Ev. Theologie und Politikwissenschaften an der Universität Tübingen, Universität Gießen und Johann Wolfgang Goethe-Universität Frankfurt am Main. Nach der Promotion in Gießen 1992 ist er seit 2001 Geschäftsführer der Firmenhistoriker GmbH in Aalen.

## Schriften (Auswahl)
- Ein Volk, ein Reich, ein Glaube. Die „deutschen Christen“ in Württemberg 1925–1960. Stuttgart 1994, ISBN 3-7668-3284-0.
- Pietistische Öffentlichkeit und religiöse Kommunikation. Die „Sammlung auserlesener Materien zum Bau des Reichs Gottes“ (1730–1761). Ein Repertorium. Epfendorf 2004, ISBN 3-928471-47-3.
- In der Welt leben, an Gott glauben. Ein Jahrhundert Frömmigkeit und Öffentlichkeit. Das Evangelische Gemeindeblatt für Württemberg. Stuttgart 2005, ISBN 3-920207-10-6.
- Die „Sammlung auserlesener Materien zum Bau des Reichs Gottes“ zwischen 1730 und 1760. Erbauungszeitschriften als Kommunikationsmedium des Pietismus. Tübingen 2006, ISBN 3-931479-72-2.
- Das Merkel’sche Schwimmbad in Esslingen. Vom Volksbad zur Wellness-Oase. Filderstadt 2007, ISBN 3-935129-38-6.